# Soko
Soko født Stéphanie Sokolinski er en fransk sangerinde. Hun brød igennem med nummeret I'll Kill Her og har derefter lavet en cd med 5 numre Shitty Day, I'll Kill Her, It's Raining Outside, The Dandy Cowboys og Take My Heart.
Hun har flere gange optrådt i Danmark, blandt andet på Loppen, Store Vega og på Jolene Bar i København.
Hun brød igennem i Danmark gennem Radioprogrammet De Sorte Spejdere som også arrangerede 2 koncerter med hende i juni 2007. I 2012 udgav hun albummet I Thought I Was an Alien.